# 8117-es mellékút (Magyarország)
A 8117-es számú mellékút egy bő 10 kilométer hosszú mellékút Fejér vármegyében; a Velencei-tótól északra fekvő településeket tárja fel, végighaladva a Velencei-hegység keleti és északi lábainál.

## Nyomvonala
Kápolnásnyéken ágazik ki a 7-es útból. Nem sokkal később kiágazik belőle a 8116-os út Székesfehérvár felé, majd a 3-4. kilométerei között felüljárós csomópontja van az M7-es autópálya fölött. A folytatásban Pázmánd és Vereb településeket lakott területén halad keresztül, mindkét település egyetlen közúti megközelítési útvonalaként, majd nyugatnak fordulva Lovasberényben, a 8119-es útba torkollva ér véget.